# Zeekomma's
Zeekomma's of tonkreeftjes (Cumacea) vormen een orde van kleine, in zee levende kreeftachtigen. Ze danken hun Nederlandse naam aan de kommavormige lichaamsbouw. Het lichaam van een zeekomma bestaat uit een voorste tonvormig gedeelte en een slanke, vaak gekromde staart die gevorkt eindigt. De eerste drie segmenten van het lichaam zijn omgeven door een grote carapax, die de kieuwen beschermen.
Zeekomma's komen voor in zachte bodems van de zee, zoals slib en zand. Enkele soorten kunnen ook leven in lagere zoutgehaltes; zij komen voor in het intergetijdengebied of in estuaria. Wereldwijd zijn meer dan 1900 soorten zeekomma’s beschreven.
Zeekomma's zijn net als vlokreeftjes (Amphipoda) een belangrijke voedselbron voor vissen en veel andere zeedieren. Het zijn primaire consumenten en daarmee een essentiële schakel in de mariene voedselketen.

## Anatomie
Zeekomma's behoren tot een zeer uitgesproken en uniforme orde. Ze worden gemakkelijk herkend aan hun sterk vergrote carapax (kopschild) en pereon (borststuk), gevolgd door een slank pleon (achterlijf) en een gevorkte staart. De lengte van de meeste soorten varieert van 1 tot 10 millimeter. De grootste exemplaren — meestal koudwater- en diepzeesoorten — worden tot 35 millimeter lang.

### Carapax en abdomen

Anatomie van een vrouwelijke zeekomma

Een typische zeekomma heeft een carapax die is samengesteld uit de vergroeide dorsale (bovenste) delen van de kop en de eerste drie thoracale somieten (borststuksegmenten). Die carapax omsluit met zijn zijdelings overhangende flappen de aanhangsels die dienen voor ademhaling en voeding. Bovenaan het kopschild bevinden zich meestal twee ogen die vaak tot één enkel oogorgaan, al dan niet voorzien van een lensje, zijn vergroeid. De laatste vijf thoracale somieten zijn meestal vrij en vormen het pereon. Het abdomen of pleon bestaat uit zes cilindrische somieten, in vijf van de acht families gevolgd door een telson (staartstukje). In de andere drie families is het telson vergroeid met het laatste segment van het pleon en is het er niet van te onderscheiden (pleotelson).

### Antennes
De eerste antenne bezit twee flagellen waarvan de buitenste meestal langer is dan de binnenste, accessorische. De tweede antenne is bij het vrouwtje vrijwel altijd sterk gereduceerd, maar bestaat bij het mannetje uit talrijke segmenten, die meestal tot aan de gevorkte staart reiken. De eerste antenne heeft een sensorische functie.

### Monddelen en poten
Zeekomma's bezitten zes paar monddelen: één paar mandibels, één paar eerste maxilles, één paar tweede maxilles en drie paar maxillipeden. De mandibels zijn meestal van het klassieke type met geprononceerde incisorische en molaire uitsteeksels. In sommige gevallen (bv. bij Campylaspis-soorten) is het molaire uitsteeksel sterk styliform verlengd. Het eerste paar maxillipeden draagt naar binnen uitstekende lobben of plaatjes (epipodiet) die als kieuw fungeren. De maxillipeden worden gevolgd door vijf paar tweetakkige pereopoden (loop- en graafpootjes). Bij vrouwtjes zijn, met uitzondering van één enkele diepzeesoort, de pleopoden (zwempootjes) altijd afwezig, terwijl er bij mannetjes geen, een, twee, drie of vijf paar kunnen voorkomen. De uropoden, die gebruikt worden om het lichaam schoon te maken, bezitten meestal stekels en/of setae.

## Voorkomen
Cumacea zijn voornamelijk mariene kreeftachtigen. Een aantal soorten is evenwel aangepast aan een laag zoutgehalte (saliniteit) en komt voor in brakwater zoals in estuaria. In de Kaspische Zee bereiken ze zelfs de rivieren die daar in uitmonden. Weinig soorten leven intertidaal, in de strikte getijdenzone. De soortenrijkdom in de zeeën neemt in het algemeen toe met de diepte langs de continentale helling. Uit de diepste delen van de oceanen (-7000 m) werden tot nu toe maar enkele soorten beschreven.
Zeekomma's prefereren een zacht sediment met een voldoende waterstroming. Gebieden met een sterke golfslag zijn daarentegen een minder interessante habitat. Ze graven zich in tot net onder de water-bodem scheiding. Soorten van de familie Gynodiastylidae komen voor op hardere substraten zoals stenen en grof koraalzand en ook op algen.

## Voortplanting

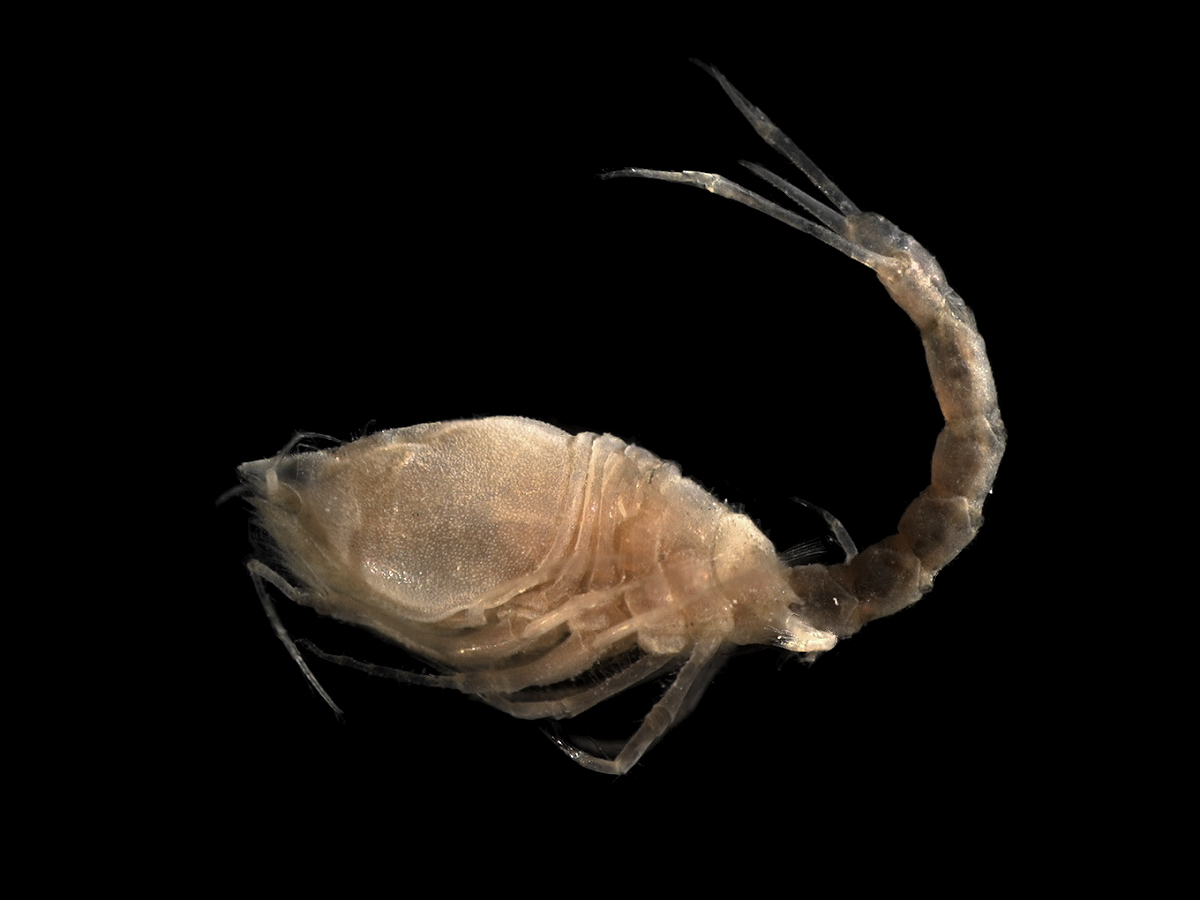
Zeekomma (Diastylis laevis)

Cumacea vertonen veelal een duidelijk seksueel dimorfisme: mannetjes en vrouwtjes verschillen in de versieringen (stekeltjes, knobbels en richels) op de carapax, de lengte van het tweede paar antennes en het bezit van pleopoden bij de mannetjes en de ontwikkeling van een marsupium (broedbuidel) bij de vrouwtjes. Deze broedkamer wordt gevormd door oöstegieten (thoracale coxale endieten) op thoracopoden drie tot zes. De vrouwtjes zijn meestal in de meerderheid, en groter dan de mannetjes. De mannetjes zijn vooral aangepast om beter te kunnen zwemmen, om paringsrijpe vrouwtjes te kunnen vinden en om deze te herkennen. Daartoe hebben mannetjes ook meestal beter ontwikkelde ogen.
Zeekomma's paren buik aan rug met het mannetje bovenaan. Ze kunnen zo enkele maanden gekoppeld blijven, tot aan de fertilisatievervelling, wanneer de eigenlijke bevruchting plaatsvindt. Na de seksuele maturiteit (fertilisatievervelling) kunnen zeekomma's opnieuw vervellen en zich weer voortplanten.
Zeekomma's zijn epimorf, wat betekent dat het aantal lichaamssegmenten niet verandert tijdens de diverse ontwikkelingsstadia, een vorm van onvolledige gedaanteverwisseling. De embryo's van zeekomma's worden, voordat ze zich verspreiden, een tijdje meegedragen in de broedbuidel. Ze verlaten de broedbuidel als het zogenaamde eerste manca-stadium. Er wordt aangenomen dat er één vervelling gebeurt tussen het eerste en het tweede manca-stadium, waarbij ze bijna volgroeid zijn en enkel nog het laatste paar pereopoden missen. Na nog één vervelling worden het juvenielen met een compleet vijfde paar looppootjes.
Manca-stadia kunnen niet met zekerheid tot op de soort geïdentificeerd worden, daar vooral de carapax en de uropoden nog niet de versieringen en de verhoudingen van de volwassen dieren bezitten.
Het ontbreken van een planktonisch larvestadium beperkt de verspreiding van zeekomma's aanzienlijk.

## Ecologie

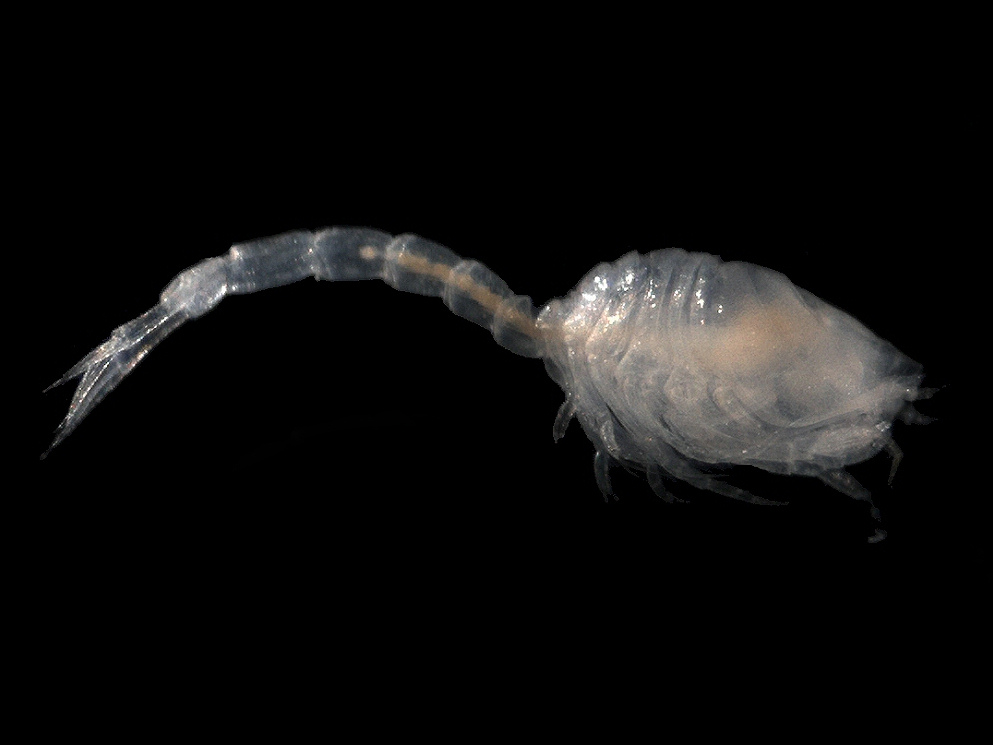
Zeekomma (Pseudocuma longicorne)

De meeste soorten leven waarschijnlijk slechts één jaar of minder en planten zich in die tijd tweemaal voort. Diepzeesoorten hebben een tragere stofwisseling en worden waarschijnlijk een stuk ouder. Zeekomma's voeden zich met micro-organismen en organisch materiaal (detrivoor) uit het sediment. Hierbij grazen ze individuele zandkorrels af. De speculatie als zouden sommige soorten filtervoeders zijn, werd tot op heden nog niet bevestigd. Bij Campylaspis en enkele verwante geslachten zijn de mandibels en de tweede maxillipeden veranderd in steekorganen, waarmee ze waarschijnlijk op foraminiferen en kleine kreeftachtigen jagen. Van twee soorten uit de familie Gynodiastylidae is bekend dat ze kokertjes bouwen.
Veel ondiepwatersoorten vertonen een circadiane cyclus (dag-nachtritme), waarbij vooral de mannetjes 's nachts uit het sediment komen en vaak tot aan het oppervlak zwermen.
Als voedsel voor vele vissoorten kunnen zeekomma's, samen met vlokreeftjes, een belangrijke schakel in de voedselketen vormen. Bij platvissen bestaat de maaginhoud soms tot 100% uit zeekomma's. Enkele soorten (o.a. Cumella vulgaris en Lamprops quadriplicata) zijn belangrijk als voedselbron bij juveniele zalmen aan de Noord-Amerikaanse westkust.

## Fossiele zeekomma's
Ondanks het feit dat ze tegenwoordig overvloedig aanwezig zijn en het soortenrijke benthische organismen zijn, die geassocieerd worden met fijnkorrelige sedimenten met een hoog fossilisatiepotentieel, zijn er weinig fossiele zeekomma's gevonden. De eerste primitieve vormen duiken op in Kansas in het Mississippiaan, een tijdvak van de periode Carboon. Twee volgende fossielen komen uit het Boven-Perm (Ophthalmdiastylis inflata en O. costata). Vanaf het Jura, met Palaeocuma hessi, zijn de fossielen bijna niet meer te onderscheiden van de nu levende vormen.
De oudste fossiele vormen werden gekenmerkt door vrij van het pereon staande, uitgesproken gelobde ogen met goed ontwikkelde facetten. De carapax bezat nog geen pseudorostra, maar had wel al anterolaterale lapjes die naar voren uitstaken.
Eobodotria muisca werd in 2019 gevonden in lagen uit het Midden-Krijt van Colombia. Uitzonderlijk waren details als de darm, monddelen, pereopoden, pleopoden, setae dragende uropoden, antenna met ontwikkelde flagella, en zelfs kleine ogen met ommatidia bewaard. 
Eobodotria overbrugt een gat van bijna 165 miljoen jaar in het fossielenbestand van zeekomma's, en biedt zo een betrouwbaar kalibratiepunt voor fylogenetische studies. Deze soort wordt als eerste zekere vertegenwoordiger van de kroongroep Cumacea beschouwd.
Uit het Tarantien werd in 2020 Marmacuma samimei (Nannastacidae) beschreven door Artüz & Sakınç. 21 exemplaren werden aangetroffen in boorkernen uit de Zee van Marmara.

## Taxonomie
Cumacea zijn al bekend sinds 1780, toen Ivan Lepjochin Oniscus scorpioides (later hernoemd tot Diastylis scorpioides) beschreef. In die tijd dacht men dat zeekomma's een of ander larvaal stadium waren van tienpotige kreeften (Decapoda). In 1846 werden ze echter als een aparte orde erkend door Henrik Nikolai Krøyer die enkele jaren daarvoor zwangere vrouwtjes had beschreven. Vijfentwintig jaar later was er al een vijftigtal soorten bekend en tegenwoordig zijn al meer dan 1584 beschreven soorten.
De zoöloog Carl Wilhelm Erich Zimmer heeft veel onderzoek gedaan naar deze orde. 

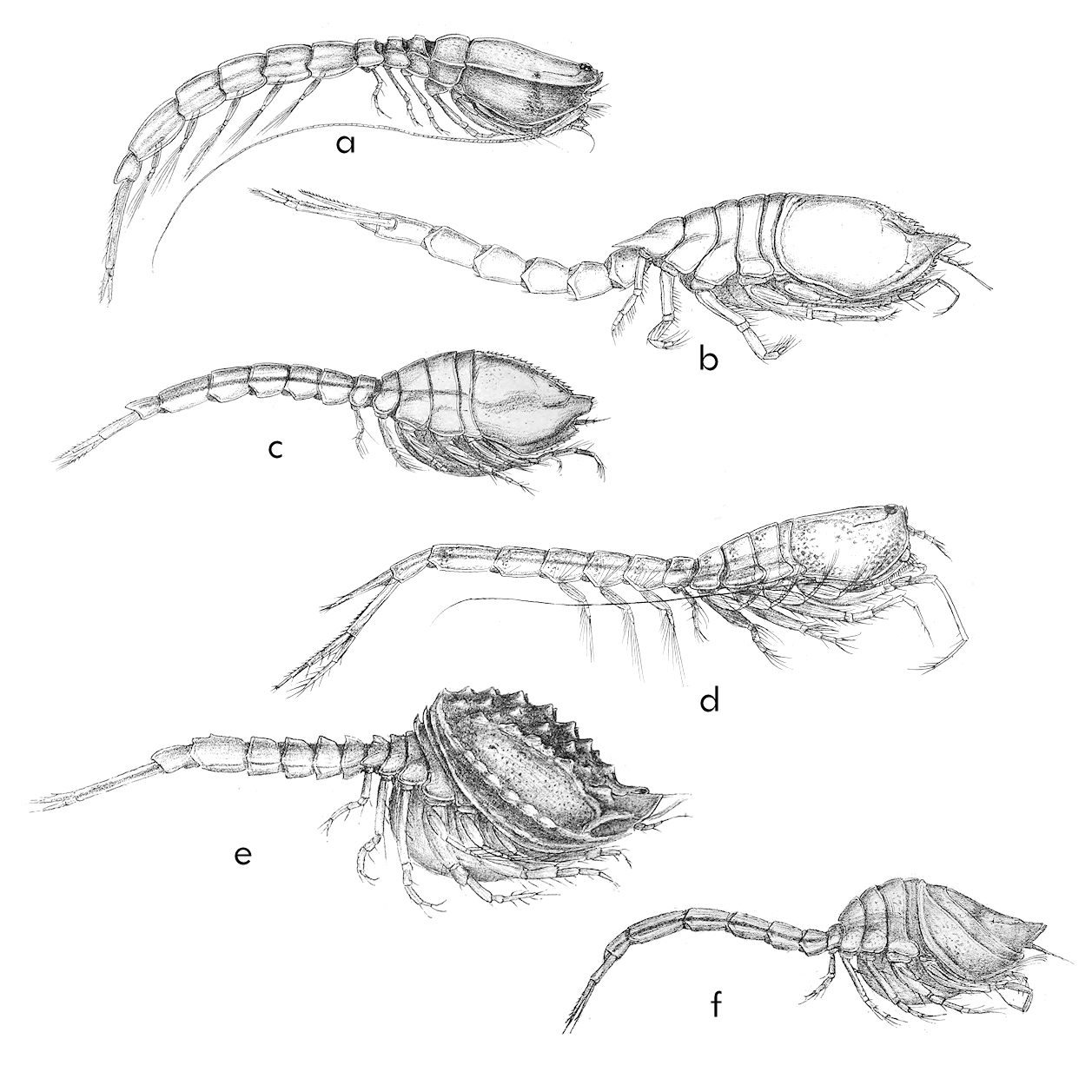
Diversiteit zoals vertoond in zes van de bestaande families. (a) Bodotriidae, (b) Diastylidae, (c) Leuconidae, (d) Lampropidae, (e) Nannastacidae, (f) Pseudocumatidae

Zeekomma's hebben al voor heel wat verwarring gezorgd onder taxonomen. Alhoewel ze een duidelijk herkenbare groep vormen, is de onderverdeling in families niet vanzelfsprekend. De orde is in vier tot zesentwintig verschillende families onderverdeeld geweest, waarvan er tegenwoordig acht recent en één fossiele algemeen aanvaard worden. en 1992 De familiedefinities overlappen elkaar echter zodanig dat de moeilijkste taak bij het op soort brengen van zeekomma's erin bestaat ze aan een bepaalde familie toe te wijzen. Tot op heden (2010) is er vrij weinig gekend over de evolutie van de groep of de onderlinge verwantschappen. Dit is voor een groot deel te wijten aan het klein aantal onderzoekers (een zestigtal sinds 1780) dat zich met zeekomma's bezighoudt, waarvan de meeste publicaties dan nog soortbeschrijvingen betreffen.
Cumacea behoren tot de Peracarida, een superorde binnen de klasse Malacostraca. De orde van zeekomma's wordt onderverdeeld in acht recente en één uitgestorven familie(s) met ongeveer 139 geslachten (genera). In Europese zeeën werden tot nog toe 192 soorten geteld, waarvan er dertien worden aangetroffen voor de Belgische kust, terwijl in Nederlandse kustwateren elf gevestigde soorten zijn geregistreerd. Door de geringe grootte en cryptische levenswijze zijn er nog extra soorten te verwachten.
In de onderstaande tabel zijn de families opgenomen die algemeen worden erkend:.
| Naam                  | Auteur         | Soorten | Voorbeeldsoort           | Afbeelding voorbeeldsoort |
| --------------------- | -------------- | ------- | ------------------------ | ------------------------- |
| Bodotriidae           | Scott, 1901    | 388     | Eocuma orbiculatum       |                           |
| Ceratocumatidae       | Calman, 1905   | 11      | Ceratocuma cyrtum        | Geen                      |
| Diastylidae           | Bate, 1856     | 323     | Diastylis santamariensis |                           |
| Gynodiastylidae       | Stebbing, 1912 | 121     | Jennidayus acanthus      | Geen                      |
| Lampropidae           | Sars, 1878     | 112     | Lamprops fuscatus        |                           |
| Leuconidae            | Sars, 1878     | 139     | Leucon nasica            |                           |
| Nannastacidae         | Bate, 1866     | 431     | Campylaspis sulcata      |                           |
| † Ophthalmdiastylidae | Malzahn, 1972  | 5       | Carbocuma imoensis       | Geen                      |
| Pseudocumatidae       | Sars, 1878     | 31      | Pseudocuma simile        |                           |